# Cour constitutionnelle (Burundi)
Pour les autres articles nationaux ou selon les autres juridictions, voir Cour constitutionnelle.
La Cour constitutionnelle est la plus haute autorité constitutionnelle du Burundi. 
Ses membres sont nommés par le président du Burundi.

## Faits marquants
En 2015, elle valide la candidature de Pierre Nkurunziza, président du Burundi depuis 2005, à l'élection présidentielle burundaise de 2015, qui doit se tenir le 26 juin 2015. Cette décision, fondée sur une interprétation de la Constitution de 2005, est controversée.